# Ristisaari (ö i Birkaland, Tammerfors, lat 61,36, long 24,33)
Ristisaari eller Ylisalo är en ö i Finland. Den ligger i sjön Pälkänevesi och i kommunen Pälkäne i den ekonomiska regionen Tammerfors och landskapet Birkaland, i den södra delen av landet, 140 km norr om huvudstaden Helsingfors. Öns area är 44,3 hektar och dess största längd är 1,1 kilometer i sydöst-nordvästlig riktning.